# Миронов Анатолій Михайлович
Анатолій Михайлович Миронов (рос. Анатолий Михайлович Миронов; нар. 15 листопада 1936, Баку, ЗСФРР — пом. 31 травня 2014, Краснодар, Росія) — радянський футболіст, нападник.

## Життєпис
Розпочинав грати у футбол у бакинському «Нафтовику». Армійську службу проходив у 1958—1959 роках у тбіліському СКВО. 1960 рік розпочав у «Нафтовику», в чемпіонаті СРСР провів 13 поєдинків, відзначився двома голами. Потім перейшов у «Труд» (Воронеж), але за команду, яка перемогла у класі «Б», не зіграв жодного матчу. З 1961 року — у команді класу «Б» «Цемент» (Новоросійськ). Перед закінченням зонального турніру 1962 року переведений до краснодарського «Спартака», у складі якого став переможцем турніру, проте у зв'язку з реорганізацією першості команда, перейменована на «Кубань», не отримала підвищення у класі. 1963 року завершив у «Цементі», наступний провів у луганській «Зорі». З 1965 року знову грав за «Кубань». 1966 року відзначився 13-ма голами, чотири з них — у матчі з «Шираком».
Працював тренером у «Кубані» (1969—1971), «Станкобудівнику», «Динамо» Краснодар (1998), був дитячим тренером.
Помер 31 травня 2014 року у віці 77 років.